# Junun (альбом)
Junun — альбом 2015 року ізраїльського композитора Шай Бен Цура, англійського композитора Джонні Ґрінвуда та індійського ансамблю The Rajasthan Express. Продюсером альбому виступив Ґрінвуд, а звукорежисером та інженером зведення — Найджел Ґодріч, багаторічний продюсер гурту Radiohead.
Ґрінвуд вперше виступив з Бен Цуром та його гуртом у 2014 році. Для Junun вони створили студію звукозапису у форті Мехрангарх в індійському штаті Раджастхан і найняли лише місцевих музикантів. До складу Rajasthan Express увійшли музиканти каввалі, роми-мусульмани та духовий оркестр, яки грав на весіллях і парадах.
Бен Цур написав пісні, а Ґрінвуд зіграв на гітарі, бас-гітарі, клавішних, Хвилях Мартено та виконав програмування. Він хотів ощадливо використовувати акорди, та писав, використовуючи північноіндійські раґи. Ґрінвуд і Ґодріч сподівалися передати «шорсткість» індійської музики, та не прагнули до високої точності, притаманної багатьом записам світової музики. Запис став темою документального фільму Пола Томаса Андерсона, який вийшов у жовтні 2015 року.
Junun отримав загалом позитивні відгуки. Гурт виступав на розігріві туру Radiohead A Moon Shaped Pool у 2018 році, виступаючи під назвою Junun.

## Передумови створення
З ізраїльським композитором Шай Бен Цуром, який понад десять років жив в Індії, зв'язався гітарист гурту Radiohead Джонні Ґрінвуд, який захоплювався його музикою. У 2014 році Ґрінвуд виступив з Бен Цуром та його групою. Джонні описав музику Бен Цура як «досить святкову, більше схожу на госпел, ніж на щось інше — за винятком того, що все це виконується під акомпанемент індійських фісгармоній та перкусії». Свою роль він назвав «допоміжною», а не «солюючу».

## Запис
Плануючи проєкт запису, Ґрінвуд і Бен Цур домовилися про те, чого вони не будуть робити; наприклад, Джонні наполягав на тому, що вони найматимуть лише музикантів з Раджастхану, і використовуватимуть лише струнні інструменти, що походять з цього регіону. Бен Цур, Ґрінвуд і продюсер Radiohead Найджел Ґодріч організували студію звукозапису у форті Мехрангарх в Раджастхані. До них приєднався гурт, який вони назвали Rajasthan Express, до складу якого увійшли музиканти з трьох музичних традицій: каввалі — суфійські музиканти з Південно-Східної Азії; роми-мусульмани; і духовий оркестр, який грав на весіллях і парадах. Бен Цур написав пісні, а Ґрінвуд взяв участь у записі гітари, бас-гітари, клавішних, Хвилях Мартено і програмуванні. Джонні продюсував альбом, а Ґодріч займався звукорежисурою.
За словами Pitchfork, Junun поєднує в собі «мідні духові в стилі Боллівуду, духовну музику суфійського ісламу каввалі та смичкові інструменти, що асоціюються з індійською громадою Манганіар». В той час як західна музика базується на гармоніях та акордових прогресіях, Ґрінвуд хотів використовувати акорди економно та писати, використовуючи північноіндійські раґи. Джонні розповідав: «В індійській музиці немає мажору і мінору, що дуже дивно для того, хто звик грати з Radiohead і придумувати послідовності акордів … Як тільки ви починаєте накладати акорди на таку музику, ви притискаєте її і змушуєте накладати на неї мелодії, щоб вона мала якусь гармонійну мову, якої в ній насправді немає, [індійська] музика стає більш неоднозначною». Він порівнював музику з творчістю Джеймса Брауна, описуючи її як «екстатичну».
Ґрінвуд і Ґодріч сказали, що хотіли уникнути «одержимості» високою точністю у записі світової музики, а натомість зафіксувати «шорсткість» музики в Індії. Ґрінвуд сказав: «Коли багато західних людей їдуть до Індії, вони роблять музику з великою повагою, але іноді здається, що поваги занадто багато. Люди можуть бути занадто обережними, щоб зробити щось, що передає справжню грубість цієї музики, особливо те, як грають духові оркестри, коли вони йдуть за процесіями і весіллями по вуличках і тому подібне». Щоб зробити менш відшліфовані записи, співаки використовували ручні мікрофони. Тексти пісень на івриті, гінді та урду. Деякі співаки співали фонетично мовами, яких вони не знали. Всі реверберації є природними та були записані з використанням великого простору під фортом.
Запис став темою документального однойменного фільму Пола Томаса Андерсона, що вийшов у жовтні 2015 року. Ґрінвуд раніше писав саундтреки до кількох фільмів Андерсона. Гурт розігрівав Radiohead у турі з альбомом A Moon Shaped Pool у 2018 році, виступаючи під назвою Junun.

## Критичне сприйняття
Junun отримав загалом позитивні відгуки. На сайті рецензій Metacritic він має середній бал 79 на основі 10 рецензій, що означає «загалом схвальні відгуки». Сайт-агрегатор AnyDecentMusic? дав альбому 7,6 з 10, спираючись на свою оцінку критичного консенсусу.
Pitchfork писав: "Гра ансамблю та композиції [Бен Цура] роблять Junun легкою прогулянкою — хоча, що важливо, не поблажливою — для слухачів, які не знайомі з великою різноманітністю методів, що часто затушовуються ринковою мовою «етнічної музики». У огляді The Guardian писали: «Ґрінвуд вносить тонкі прикраси — випадкові електронні біти, а також стримані гітари та бас — замість того, щоб вихвалятися тим, що краде сцену. Справжніми зірками тут є духовий оркестр Rajasthan Express, що складається з шести чоловік».

## Трек-лист
| #     | Назва                                 | Тривалість |
| ----- | ------------------------------------- | ---------- |
| 1.    | «Junun»                               | 5:54       |
| 2.    | «Roked»                               | 3:21       |
| 3.    | «Hu»                                  | 7:49       |
| 4.    | «Chala Vahi Des»                      | 4:16       |
| 5.    | «Kalandar»                            | 8:50       |
| 6.    | «Eloah»                               | 3:55       |
| 7.    | «Julus»                               | 3:44       |
| 8.    | «Allah Elohim»                        | 4:21       |
| 9.    | «Ahuvi»                               | 5:08       |
| 10.   | «Azov»                                | 3:50       |
| 11.   | «Junun Brass»                         | 3:29       |
| 12.   | «There Are Birds in the Echo Chamber» | 0:32       |
| 13.   | «Modeh»                               | 5:35       |
| 58:04 |                                       |            |

## Персоналії
| - Шай Бен Цур — вокал, гітара, флейта - Джонні Ґрінвуд — гітара, бас-гітара, драм-машина та комп'ютери, Хвилі Мартено, клавішні - Амір Бехін — труба - Хазмат — туба - Аяй Дамамі — тромбон - Сабір Дамамі — туба - Сохеб Бхіяні — труба - Бханвару Хан — туба - Закір Алі Кавваль — каввалі-вокал, фісгармонія | - Гуфран Алі, Шазіб Алі — каввалі-хор - Ехтішам Хан Аджмер — каввалі-хор, дголак - Чугге Хан — персусія (хартал, бхапанг, манджіро) - Ніхал Хан — дголак - Нату Лал Соланкі — нагара - Асін Хан — сарангі на «Hu», вокал на «Ahuvi» - Дара Хан — камайча на «Hu» та «Ahuvi» - Афшана Хан — вокал на «Chala Vahi Des» - Разія Султан — вокал на "Chala Vahi Des, " «Allah Elohim» - Найджел Ґодріч — зведення, звукоінженер |